# Resolución 1544 del Consejo de Seguridad de las Naciones Unidas
La resolución 1544 del Consejo de Seguridad de las Naciones Unidas, adoptada el 19 de mayo de 2004, tras recordar las resoluciones 242 (1967), 338 (1973), 446 (1979), 1322 (2000), 1397 (2002), 1402 (2002), 1403 (2002), 1405 (2002), 1435 (2002) y 1515 (2003), el Consejo instó a Israel a cesar la demolición de viviendas palestinas.
Estados Unidos se abstuvo en la votación de la Resolución 1544, afirmando que había instado a Israel a ejercer moderación y que no se había abordado la cuestión de los militantes palestinos que contrabandean armas a través de Gaza.

## Resolución
El Consejo de Seguridad reiteró que Israel, como potencia ocupante, debía cumplir sus obligaciones jurídicas en virtud del Cuarto Convenio de Ginebra, al tiempo que se le pedía que abordara sus necesidades de seguridad de conformidad con el derecho internacional. Expresó su preocupación por el deterioro de la situación en los territorios ocupados por Israel desde 1967 y condenó el asesinato de un palestino en la zona de Rafah.
El preámbulo de la resolución también expresa preocupación por la demolición de viviendas palestinas en el campamento de Rafah. El Consejo recordó las obligaciones del Gobierno israelí y de la Autoridad Palestina en virtud de la Hoja de Ruta para la Paz. Se condenaron todos los actos de terrorismo, violencia y destrucción.
El Consejo instó a Israel a respetar sus obligaciones en virtud del derecho internacional humanitario y a poner fin a la demolición de viviendas en violación de ese derecho. Existía preocupación por la situación humanitaria de los palestinos que habían quedado sin hogar en la zona de Rafah y se necesitaba asistencia de emergencia. Se instó a ambas partes a poner fin a la violencia, respetar las obligaciones legales e implementar de inmediato sus obligaciones en virtud de la hoja de ruta.